# Wulai

Situation du district dans Nouveau Taipei.

Wulai (chinois traditionnel : 烏來區 ; pinyin : Wūlái Qū), est un district de la ville de Nouveau Taipei, à Taïwan.

## Géographie
- Superficie : 321,13 km2
- Population : 4 926 habitants (mai 2006)